# Regne d'Owu
El regne d'Owu és un estat tradicional de Nigèria, originat pel owus. Els owus són un grup ioruba concentrat majoritàriament a Ago-Owu a Abeokuta, si bé altres gran establiments owus es troben per tot el país ioruba que s'estén pel sud-oest de Nigèria i la República de Benín.

## Origen
La història dels owus va ser documentada inicialment seguint el seu primer poblament a Ibadan abans de 1820. Es creu, segons la tradició històrica oral, que els owus va ocupar una àrea directament al llarg i a sota del riu Níger en la moderna Nigèria. La migració al sud dels owus fou resultat directe de conflictes tribals i ètnics. A diferència de poblaments anteriors, el owus no va intentar lluitar contra l'exèrcit d'Ibadan sinó que es van establir pacíficament perquè els governants d'Ibadan havien enviat emissaris pacífics als owus després de tenir informes d'un presumpte imminent atac owu a la seva ciutat. Els governants de Ibadan van oferir terra als owus per establir-se, que s'estenia d'Ita Lisa a Owu Ipole prop d'Ikire.

## Ijebu i Ife en guerra contra Owu
El 1821–1826, els exèrcits del Regne d'Ijebu, d'Ife i de l'Imperi d'Oyo van atacar i devastar Owu Ipole. El owus va abandonar la seva ciutat fortificada i van fugir al sud-oest en grups, cap a Ibadan, aproximadament el 1826. Van marxar seguint el riu Ogun i van arribar a Oke Ata prop d'Abeokuta, on governava l'egba Sodeke que va persuadir els owus per establir-se a Abeokuta aproximadament el 1834. És important destacar que la present Orile Owu és al mateix lloc que Owu Ipole on els owus d'Iwo i d'altres llocs es van assentar a principis del segle xx. Els habitants del regne d'Erunmu (fundat pel germà més vell d'un antic rei (olowu) de la dinastia avui governant dels amororo) foren sempre lleials al regne d'Owu. Durant l'anomenada guerra Owu, l'olowu es va poder escapar i va ser portat disfressat de Orile Owu (Owu Ipole) a Orile Erunmu, escortat per un equip combinat de la seva guàrdia reial i de la guàrdia reial de l'oba d'Erunmu. Quan Orile Owu (Owu Ipole) va ser devastada, el reste de l'exèrcit owu va retrocedir per defensar Orile Erunmu contra els exèrcits aliats d'Ijebu, Ife i Oyo.
Abans que Orile Erunmu fos devastada i arrasada completament, l'olowu i l'oluroko d'Erunmu van enginyar estratègies per assegurar que els llinatges reials i la corona heretada d'Oduduwa fos conservada. L'olowu va confiar la corona d'owu a un guerrer, senzillament esmentat com akogun (la primera vegada que és documentat un agokun ; després fou un títol similar a un cap de l'exèrcit), a Ijaola, i a uns quants dels assessors més propers del rei. Quan el setge a Erunmu va començar, akogun va ser assignat al front amb l'esperança que pogués canviar el signe de la guerra mentre Ijaola va ser enviat com a emissari reial a Ibadan amb un missatge per Maye, un militar d'Ibadan. Abans que aquests dos personatges poguessin dur a terme les seves ordres respectives, van haver de confiar la corona a Oni (un notable comerciant i pagès, i també el germanastre més vell d'Ijaola). Oni i altres homes van amagar la corona barrejada amb els refugiats que finalment es van establir-se a Abeokuta. Aquests homes van tenir instruccions estrictes no per revelar els parador de la corona en absència de l'akogun i d'Ijaola, llevat que rebessin notícies de la seva mort.

## Interregne
El 1855, els owus van coronar rei (oba) a Pawu com el primer rei (títol Olowu) d'Owu o dels owus, en una cerimònia a Oke Ago-Owu, a Abeokuta. Notablement hi havia hagut un interregne d'uns 21 anys entre el poblament dels owus a Abeokuta i la coronació de Pawu com el primer Olowu a Abeokuta. Va regnar per 12 anys.
La raó per l'interregne pot ser atribuïda a la deterioració del vincle sociocultural que era evident durant el viatge entre Orile Owu i Abeokuta. El tràngol havia fet que les famílies owus fossin insensibles amb el benestar dels altres. El més afectats foren la gent d'Erunmu perquè eren menys. Arran de la seva posició de minoria foren marginalitzats per altres owus. Oni, el guàrdia de la corona va ser convençut que si revelava on era a unes persones que havien esdevingut insensible a les necessitats dels seus germans, permetria un govern despòtic sobre les poblacions d'Owu, Erunmu i Apomu (el regne d'Owu a Abeokuta). Amb els anys, Akogun (el militar d'alt rang) va arribar a Abeokuta, però no va poder localitzar a Ijaola ni al germanastre d'Ijaola, Oni. Ijaola va retornar a Erunmu però es va haver d'amagar a una granja per fugir de la captura i més tard es va establir a la població d'Iwo on hi havia una comunitat de refugiats owus i va començar a comerciar en mercaderies i presoners de guerres. Fou en el curs d'aquest comerç que va reconnectar amb el seu germanastre a través d'un altre comerciant itinerant owu que vivia a Abeokuta. Finalment, tots els arranjaments van ser fets per Ijaola per emigrar a Abeokuta on va establir a les persones de Erunmu a Ita Erunmu (ara anomenada Totoro, per un arbre). Després que Ijaola, Akogun i Oni va conferenciar, es va revelar el parador de la corona de Oduduwa 21 anys després que els owus s'establissin a Abeokuta.

## Consell Ogboni
El Olowu d'Owu, Oba (Rei) Olusanya Adegboyega Dosunmu Amororo II (Amororo és una de les dinasties governants) va acabar de confirmar els títols tradicionals ogbonis als owus a Abeokuta; aquests títols establerts per la societat Ogboni eren aliens a la cultura owu. Encara que, els owus s'havien associat amb les pràctiques secretes ogboni durant un segle, no havia aconseguit imposar-se. Els owus no tenien un cap ogboni ni feien assemblees ogboni, sinó que al contrari, el palau Owu té la seva cultura pròpia de deliberació oberta on qualsevol owu pot participar, el que fa que la gent es refereixi als owus com “Owu a gbooro gbimo” que significa "El grup deliberant owu".

## Consell Olowu
El governant tradicionals dels owus és l'oba (rei) i porta el títol d'Olowu; té un consell format per set grups presidits per l'Olowu que formen el Gabinet Suprem del Olowu d'Owu, el qual és ara conegut com a “Consell Olowu”. Per ordre d'autoritat el set membres són: Balogun (primer ministre), Olori Igbimo (supervisor de les poblacions), Olori Omo-Oba (príncep de la corona), Olori Parakoyi (cap de comerç i industria), Oluroko d'Erunmu, Balogun d'Apomu i Iyalode. Un balogun d'Owu fou el president de Nigèria Olusegun Obasanjo.

## Reis
- Oba Pawu 1855-1867 (dinastia Otileta)
- Oba Adefowote 1867-1872 (dinastia Otileta)
- Oba Aderinmoye 1873-1890 (dinastia Otileta)
- Oba Adepegba 1893-1905 (Dinastia Ayoloye)
- Oba Owokokade 1906-1918 (dinastia Otileta)
- Oba Dosunmu 1918-1924 (Dinastia Amororo)
- Oba Adesina 1924-1936 (dinastia Otileta)
- Oba Adelani Gbogboade 1938-1946 (dinastia Otileta)
- Oba Salami Gbadela Ajibola 1949-1972 (Dinastia Atoloye)
- Oba Adebowale Oyegbade 1975-1980 (Dinastia Akinjobi)
- Oba Michael Oyelekan 1987 (Dinastia Akinoso)
- Oba Olawale Adisa Odeleye 1993-2003 (Dinastia Lagbedu)
- Oba Adegboyega Dosunmu Amororo II 2005- (Dinastia Amororo)